# 동서울우편집중국

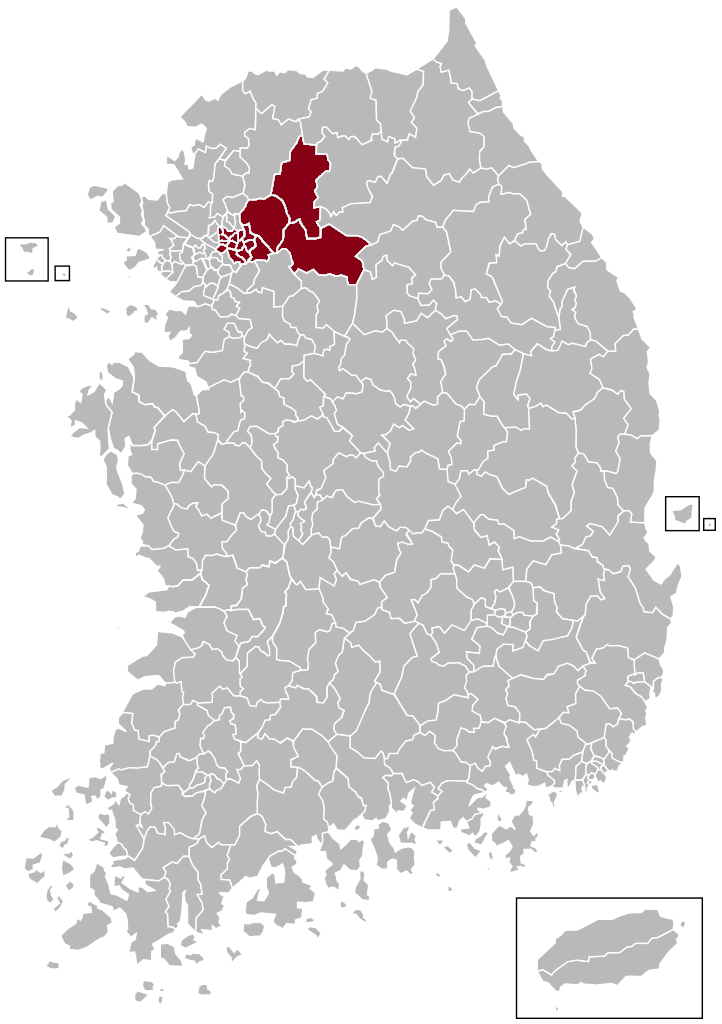
동서울우편집중국 관할구역

동서울우편집중국(東서울郵便集中局)은 서울 중·동부 지역의 우편물을 자동 구분 처리하는 서울지방우정청 소속 우편집중국이다. 서울특별시 광진구 자양2동 구의역 건너편에 있다.

## 기본 정보
- 주소: 서울특별시 광진구 자양로 76
- 우편번호: 05050

## 관할 구역
- 통상우편물을 수용하는 우체국(중앙, 용산, 강동, 강남, 하남, 양평, 가평, 광화문, 송파, 동대문, 광진)
- 소포우편물을 수용하는 우체국(중앙, 용산, 강동, 강남, 하남, 양평, 가평, 광화문, 송파도착편, 동대문도착편, 남양분발송편)

## 조직
- 기술과
  - 소형우편기계계
  - 대형우편기계계
  - 동력설비계
- 물류총괄1과
  - 물류총괄계
    - 민원실

  - 소포계
  - 발착계
- 물류총괄2과
  - 소형통상계
  - 대형통상계
  - 특수계
- 우편영업과
  - 우편영업계
    - 마케팅팀
    - 계약등기팀
    - 계약등기고객전담팀

  - 접수계
- 지원과
  - 서무계
  - 청사관리계
- 경영지도실
- 당직실